# Alexandre Ferdinand Parseval-Deschênes
Alexandre Ferdinand Parseval-Deschênes (Parijs, 27 november 1790 – aldaar, 10 juni 1860) was een Franse admiraal en senator.

## Levensloop

### Jeugd
Parseval-Deschênes werd op 27 november 1790 geboren in een aristocratische familie te Parijs. Hij was een neef van de wiskundige Marc-Antoine Parseval des Chênes en François-Auguste Parseval-Grandmaison, lid van de Académie française.
Aan boord als vrijwilliger, nam hij in 1804 deel aan de herovering van Fort Le Diamant op het eiland Martinique. Daarna streed hij bij de Slag bij Trafalgar als scheepsjongen op het Franse vlaggenschip de Bucentaure. Vervolgens hielp hij als luitenant-ter-zee in 1815 mee aan het hydrografisch in kaart brengen van de Bretonse kust.

### Amerikaanse continent
In 1817 maakte hij deel uit van de expeditie waarbij Frans-Guyana, dat officieel weer bij Frankrijk hoorde, werd heroverd. Daarna was hij gedurende twee jaar gezagvoerder op de Franse marinebasis van deze kolonie. Als luitenant-ter-zee werd hij in 1822 onderscheiden met de hoogste Franse ridderorde: de Légion d’honneur, omdat hij erin geslaagd was het fregatschip l’Africaine dat op de kust van Newfoundland schipbreuk had geleden, weer vlot te trekken.
Tijdens de expeditie tegen Mexico voerde hij het fregat Iphigénie aan. Hij nam vervolgens deel aan de blokkade van Veracruz en aan het bombardement van San Juan de Ulúa in 1838, en daarna, in 1839, aan de bezetting van het Argentijnse eiland Martín García. Hij was raadsman op zee van de prins van Joinville.

### Terug in Frankrijk
Gepromoveerd tot contre-amiral op 30 april 1840, was hij hoofd van de generale marinestaf in Toulon en daarna commandant van de marinebasis in Cherbourg. Vervolgens voerde hij het ‘escadre d’évolutions’ in de Middellandse Zee aan, een ‘ontwikkelingsvloot’, waar bemanning en staf werden getraind tijdens vredestijd. Benoemd tot vice-amiral op 15 juli 1846, was hij commandant van de marinebasis in Toulon. Daarna voerde hij opnieuw de vloot in de Middellandse Zee aan.
In 1851 werd hij lid van het Conseil d’Amirauté (de raad van admiraals) en is hij benoemd tot voorzitter van de raad van marinewerken. Op 26 januari 1852 werd hij door Napoleon III tot senator benoemd in de Senaat. Tijdens de Krimoorlog voerde hij de Baltische vloot aan, waarmee hij de Russische vesting Bomarsund bombardeerde. Bomarsund capituleerde op 16 augustus 1854. Als beloning werd hij op 2 december van dat jaar tot Amiral benoemd.

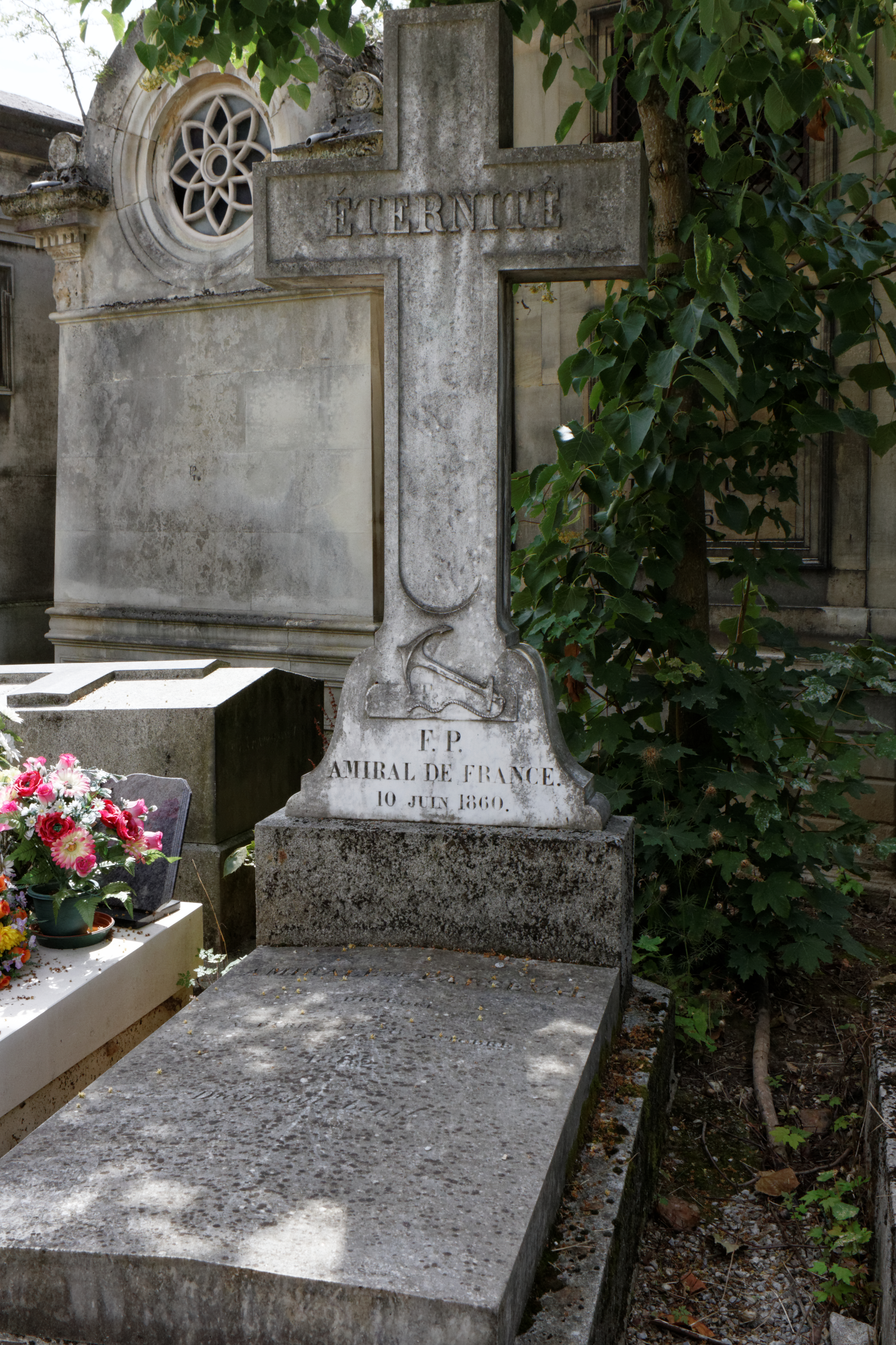
Het graf van Parseval-Deschênes

Hij overleed in Parijs op 10 juni 1860. Admiraal Parseval-Deschênes ligt begraven op Père-Lachaise (27e divisie), de grootste begraafplaats van Parijs.

## Eerbewijzen
- Zijn door Charles-Philippe Larivière in 1855 geschilderde portret hangt in het museum van het Kasteel van Versailles.
- Een in 1879 in gebruik genomen koloniaal aviso-jacht van de Franse nationale marine droeg zijn naam. Het schip werd in 1898 uit de vaart genomen.

## Onderscheidingen
- Grootkruis in het Legioen van Eer (Grand Croix de la Légion d’honneur), 30 augustus 1854[1]
- Grootofficier in het Legioen van Eer, 24 september 1844[2]
- Commandeur in het Legioen van Eer, 10 februari 1839[3]
- Officier in het Legioen van Eer, 19 1835[4]
- Ridder in het Legioen van Eer, 17 augustus 1822[5]
- Médaille militaire,1854

- Base Léonore: LH//2058/26
- Système universitaire de documentation: 23171985X
- Virtual International Authority File: 7479154441755935460003